# Hot Pink
| Совокупная оценка     | Совокупная оценка |
| Источник              | Оценка            |
| --------------------- | ----------------- |
| Metacritic            | 73/100            |
| Оценки критиков       |                   |
| Источник              | Оценка            |
| AllMusic              | [ 6 ]             |
| Clash                 | 7/10              |
| Consequence of Sound  | B−                |
| NME                   | [ 8 ]             |
| Pitchfork             | 7.4/10            |
| Tom Hull – on the Web | B+ ()             |

Hot Pink — второй студийный альбом американской хип-хоп певицы Doja Cat, вышедший 7 ноября 2019 года на лейблах Kemosabe Records и RCA Records. Продюсерами были Doja Cat, Yeti Beats, Tyson Trax. В записи альбома приняли участие Smino, Tyga и Gucci Mane. С альбома вышло несколько синглов, включая «Juicy» (при участии Tyga), «Bottom Bitch» и «Rules».
Сингл «Say So» достиг первого места в американском хит-параде Billboard Hot 100, при участии Ники Минаж.

## Об альбоме
2 ноября 2019 года певица Doja впервые анонсировала свой второй студийный альбом через её аккаунт в Twitter. Кроме даты выхода нового диска она также сообщила его название, треклист и обложку.

## Композиция
Hot Pink — это альбом сочетающий такие стили как поп R&B и хип-хоп, который также включает в себя рэп-диско, электро-поп, поп-панк, и эмо-рэп. Альбом был отмечен музыкальными критиками за его универсальность, жанровую подвижность и необычный лиризм.

## Отзывы
Альбом получил положительные отзывы музыкальных критиков и интернет-изданий.
Hot Pink был назван в журнале Vibe девятым лучшим альбомом года, а также 40-м в журнале NME и 49-м в журнале Complex.

### Итоговые годовые списки
| Публикация | Список                     | Ранг | ccskrf |
| ---------- | -------------------------- | ---- | ------ |
| Vibe       | The 30 Best Albums of 2019 | 9    | [ 20 ] |
| NME        | The 50 best albums of 2019 | 40   | [ 21 ] |
| Complex    | The Best Albums of 2019    | 49   | [ 22 ] |

## Награды и номинации
Помимо номинаций, полученных самим альбомом Hot Pink, Doja Cat была выбрана в качестве кандидата в категории Best New Artist, а также в Record of the Year и Best Pop Solo Performance с песней «Say So» на 63-й церемонии «Грэмми». Hot Pink и песня «Say So» помогли Doja Cat победить в категории «Best New Artist» на церемониях 2020 American Music Awards, 2020 MTV Video Music Awards, 2021 NAACP Image Awards, 2020 MTV Europe Music Awards, 2020 People’s Choice Awards и 2020 NRJ Music Awards.
| Год  | Церемония              | Категория                                                  | Результата | Ссылка |
| ---- | ---------------------- | ---------------------------------------------------------- | ---------- | ------ |
| 2020 | American Music Awards  | Favorite Soul/R&B Album                                    | Номинация  | [ 30 ] |
| 2021 | Billboard Music Awards | Top R&B Album                                              | Номинация  | [ 31 ] |
| 2021 | TEC Awards             | Outstanding Creative Achievement — Record Production/Album | Номинация  | [ 32 ] |

## Коммерческий успех
По данным Rolling Stone Top 200 «Hot Pink» был продан в количестве 167 600 альбомных эквивалентных единиц в США, включая 5867 чистых продаж альбома.
Альбом достиг 19-го места в хит-параде Billboard 200 в ноябре 2019 года. Сингл «Juicy» (с участием Tyga) стал первым с альбома, попавшим в чарт Hot 100 — на 48-е место. Вторым стал сингл «Say So», который 18 января 2020 года дебютировал на 95-м месте в американском хит-параде Billboard Hot 100, в том числе, благодаря серии танцевальных видеоклипов, появившихся на TikTok.
После выхода ремикса «Say So» при участии Ники Минаж сингл достиг первого места в американском хит-параде Billboard Hot 100.
Позднее альбом достиг девятого места в Billboard 200 благодаря песне «Say So», занявшей первое место в Billboard Hot 100, с продажами 37 000 эквивалентных альбому единиц. Это был ее первый альбом, попавший в топ-10 чарта.

## Список композиций
По данным Tidal и Instagram.
| №                   | Название                             | Автор(ы) | Продюсер                                             | Длительность |
| ------------------- | ------------------------------------ | --- | ---------------------------------------------------- | ------------ |
| 1.                  | «Cyber Sex»                          | Amala Zandile Dlamini Allan Grigg Yeti Beats Gerard Powell Lydia Asrat                                                           | KoOoL kOjAk tizhimself                               | 2:46         |
| 2.                  | «Won't Bite» (при участии Smino)     | Dlamini Christopher Smith Jr. Yeti Beats Kurtis McKenzie William Fadhili                                                         | Yeti Beats                                           | 3:15         |
| 3.                  | «Rules»                              | Dlamini Lydia Asrat Lukasz Gottwald Theron Thomas Ben Billions Salaam Remi                                                       | Danielle Alvarez TYSON TRAX Ben Billions Salaam Remi | 3:07         |
| 4.                  | «Bottom Bitch»                       | Dlamini Travis Barker Yeti Beats Mark Hoppus Tom DeLonge                                                                         | Doja Cat Yeti Beats                                  | 3:18         |
| 5.                  | «Say So»                             | Dlamini Yeti Beats Lydia Asrat Gottwald                                                                                          | TYSON TRAX                                           | 3:58         |
| 6.                  | «Like That» (при участии Gucci Mane) | Dlamini Radric Delantic Davis Yeti Beats Lydia Asrat Gottwald Theron Thomas                                                      | TYSON TRAX Mike Crook                                | 2:43         |
| 7.                  | «Talk Dirty»                         | Dlamini Yeti Beats Kurtis McKenzie Lee Stashenko Lydia Asrat                                                                     | McKenzie f a l l e n                                 | 4:01         |
| 8.                  | «Addiction»                          | Dlamini Ariowa Irosogie Richard Isong Yeti Beats Kurtis McKenzie                                                                 | Ari PenSmith P2J                                     | 3:28         |
| 9.                  | «Streets»                            | Dlamini Christopher Jefferies Darius Logan Yeti Beats Demarie Sheki Dominique Logan Lydia Asrat Omari Grandberry Theron Feemster | Blaq Tuxedo                                          | 3:47         |
| 10.                 | «Shine»                              | Dlamini Yeti Beats Gottwald | TYSON TRAX                                           | 2:40         |
| 11.                 | «Better Than Me»                     | Dlamini Troy NōKA Yeti Beats Lydia Asrat                                                                                         | Troy NōKA                                            | 3:22         |
| 12.                 | «Juicy» (с Tyga)                     | Dlamini Lydia Asrat Yeti Beats Gottwald Micheal Ray Stevenson                                                                    | TYSON TRAX Yeti Beats                                | 3:23         |
| Общая длительность: | Общая длительность:                  | Общая длительность: | Общая длительность:                                  | 39:48        |

## Позиции в чартах
| Чарт (2019—20)                         | Высшая позиция |
| -------------------------------------- | -------------- |
| Австралия (ARIA)                       | 19             |
| Бельгия/Фландрия (Ultratop)            | 114            |
| Бельгия/Валлония (Ultratop)            | 174            |
| Канада (Canadian Albums Chart)         | 12             |
| Дания (Hitlisten)                      | 13             |
| Нидерланды (Album Top 100)             | 12             |
| Эстония (Eesti Ekspress)               | 3              |
| Финляндия (Suomen virallinen lista)    | 11             |
| Ирландия (Irish Albums Chart)          | 31             |
| Литва (AGATA)                          | 3              |
| Новая Зеландия (RMNZ)                  | 20             |
| Норвегия (VG-lista)                    | 8              |
| Швеция (Sverigetopplistan)             | 20             |
| Великобритания (UK Albums Chart)       | 38             |
| США (Billboard 200)                    | 9              |
| США (Billboard Top R&B/Hip-Hop Albums) | 8              |

## Сертификации
| Регион | Сертификация  | Продажи   |
| --- | ------------- | --------- |
| Австралия (ARIA) | Платиновый    | 70 000    |
| Бразилия (ABPD) | Бриллиантовый | 160 000   |
| Дания (IFPI Danmark) | Платиновый    | 20 000    |
| Франция (SNEP) | Золотой       | 50 000    |
| Новая Зеландия (RMNZ) | Платиновый    | 15 000    |
| Польша (ZPAV) | Платиновый    | 20 000    |
| Сингапур (RIAS) | Золотой       | 5000*     |
| Швеция (GLF) | Золотой       | 15 000    |
| Великобритания (BPI) | Золотой       | 100 000   |
| США (RIAA) | 2× Платиновый | 2 000 000 |
| * Данные о продажах приведены только на основе сертификации. · Данные о продажах + прослушиваниях приведены только на основе сертификации. |               |           |